# Doris Abeßer
Doris Abeßer était une actrice allemande.

## Filmographie
- 1961 : Professeur Mamlock (Professor Mamlock) de Konrad Wolf
- 1975 : Sensationsprozeß Marie Lafarge, créé par Hans Pfeiffer et réalisé par Werner Richter ou elle tient le rôle de Marie Lafarge[1].